# Władysław Kudlik
Władysław Kudlik (ur. 8 listopada 1922 w Tarnawie Dolnej, zm. 24 maja 1946 w Sanoku) – żołnierz Armii Krajowej i partyzantki antykomunistycznej.

## Życiorys
Urodził się 8 listopada 1922 roku w Tarnawie Dolnej w rodzinie chłopskiej jako syn Józefa i Anieli z d. Semczyk. 
Po wybuchu wojny, obawiając się wywózki do Niemiec zatrudnił się we dworze w Tarnawie Górnej. 
W 1944 r. wstąpił do oddziału partyzanckiego Armii Krajowej OP-23 „Południe”. Po jego rozbrojeniu przez oddziały Armii Czerwonej wrócił do rodzinnej miejscowości. 
Odmówiono mu przyjęcia do Milicji Obywatelskiej, gdyż uznano go za „element niepewny klasowo”. 
Czując się zagrożony ze strony bojówek ukraińskich, 10 marca 1946 roku wstąpił do samodzielnego batalionu operacyjnego NSZ „Zuch” majora Antoniego Żubryda, biorąc odtąd udział w akcjach bojowych. 25 kwietnia podczas pobytu kompanii w Dudyńcach Władysław Kudlik i Władysław Skwarc zostali pojmani przez Urząd Bezpieczeństwa. Na wieść o tym Żubryd zdegradował d-cę kompanii Kazimierza Kocyłowskiego do stopnia szeregowca. 
Początkowo Kudlik i Skwarc zostali umieszczeni w więzieniu w Rymanowie, a następnie w Sanoku czekając na proces. 22 maja 1946 w trybie doraźnym Sąd Okręgowy w Rzeszowie na wyjazdowej sesji, która odbyła się w gmachu Towarzystwa Gimnastycznego „Sokół” w Sanoku (ówczesna tymczasowa siedziba „Domu Żołnierza”), decyzją sędziego ppor. Norberta Ołyńskiego, na wniosek oskarżyciela ppor. Mariana Stokłosy skazał Władysława Skwarca i Władysława Kudlika na śmierć przez powieszenie. W trakcie procesu nie udowodniono im, by ktokolwiek ucierpiał z powodu ich działalności. Surowość wyroku była interpretowana jako zemsta komunistów za zabicie przez żołnierzy Żubryda szefa sztabu 8 Dywizji Piechoty ppłk. Teodora Rajewskiego i sowieckiego majora Piwowara (cztery dni wcześniej 18 maja 1946 podczas potyczki na sanockiej Posadzie obok Fabryki Wagonów przy ulicy Kazimierza Lipińskiego, pomiędzy oddziałem Żubryda a funkcjonariuszami Powiatowego Urzędu Bezpieczeństwa Publicznego (PUBP) w Sanoku (w tym czasie kierował nim por. Antoni Cebula), którzy nadjechali ze swojej siedziby). Prezydent KRN Bolesław Bierut nie skorzystał z prawa łaski, opierając się na opinii sędziego Ołyńskiego, że „skazani na łaskę nie zasługują”.

## Egzekucja

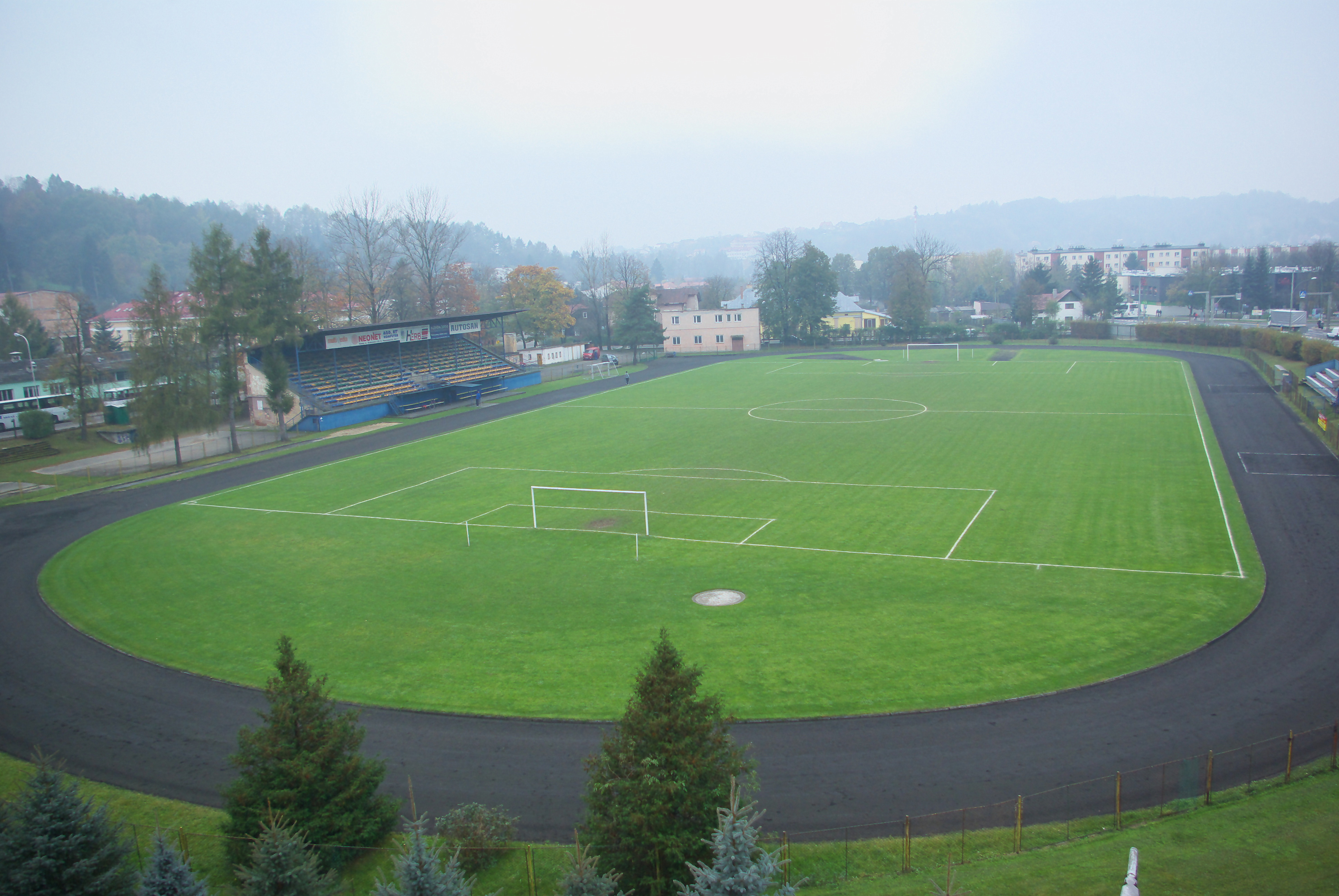
Stadion MOSiR „Wierchy” w Sanoku - miejsce egzekucji (stan 2014)

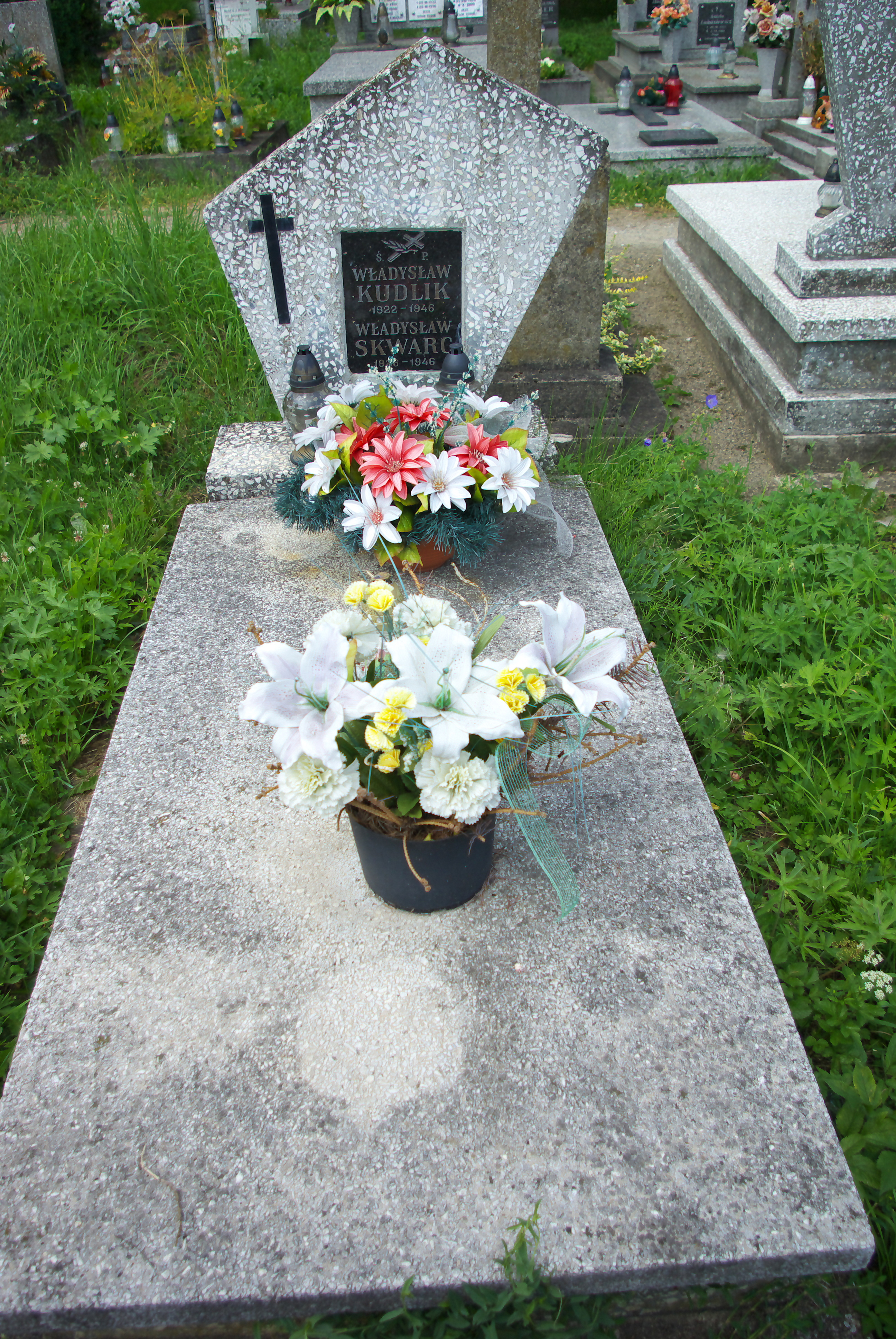
Wspólny nagrobek Władysława Kudlika i Władysława Skwarca

Przed egzekucją Skwarca i Kudlika wyspowiadał ks. Józef Jakieła z parafii Przemienienia Pańskiego w Sanoku. 

Byli sponiewierani psychicznie i fizycznie miesięcznym śledztwem, ale po spowiedzi i komunii zachowywali się godnie. Ja, młody ksiądz przygotowywałem ich na haniebną śmierć na szubienicy. Za co? Za to, że nie chcieli Polski »czerwonej« tylko »biało-czerwonej«! Byłem wstrząśnięty moją misją i to będzie mi towarzyszyć do końca życia.

Powieszenie skazańców miało miejsce 24 maja 1946 roku na stadionie piłkarskim w Sanoku, gdzie zapędzono kilkaset uczniów z sanockich szkół. Wśród uczniów, przymusowych i nieletnich świadków tej publicznej egzekucji nich byli m.in. Marian Burczyk (późniejszy ksiądz katolicki, w latach 90. proboszcz parafii Przemienienia Pańskiego w Sanoku) i Roman Bańkowski (późniejszy poeta), który po latach wspominał:

Mieszkałem w tym czasie na ul. Królewskiej (obecnie Traugutta). Dowiedziałem się od sąsiadów, że będzie dokonana egzekucja na stadionie przy ul. Królewskiej, jak wtedy mówiono, bandytów Żubryda. Jako młody człowiek pobiegłem na stadion i czekałem przy stadionie, przy głównym wjeździe. Zobaczyłem za jakieś 20 min., że wjeżdża gazik, chyba amerykański, bo szeroki. Po obu stronach miał ławki, na ławkach siedzieli umundurowani funkcjonariusze na pewno UB [...]. A na pace, na podłodze siedzieli także jacyś dwaj umundurowani osobnicy, w czapkach oczywiście, tych polowych rogatywkach, głowy mieli spuszczone. Zauważyłem, że ręce mieli do tyłu, a na ławkach siedziało od 5 do 10 funkcjonariuszy, nie licząc kierowcy i obok niego, kto wie czy nie prokuratora. Gazik zatoczył półkole, zajechał pod ustawioną szubienicę, która była ustawiona na środku, na osi południe - północ. Funkcjonariusze zeskoczyli z samochodu, wysiadł chyba prokurator, jeszcze jakiś drugi osobnik po cywilnemu no i przemówił kilka słów, lecz trudno mi już powiedzieć co. Potem było odczytanie wyroku z uzasadnieniem, w którym była mowa o bandach, bandytach itp. [...]. Za kierownicę gazika wskoczył jakiś cywil, ruszył. Wcześniej skazanych podniesiono z podłogi, postawiono na ławkę, założono im przygotowane pętle na szyję. Ci chłopcy, jak widziałem, byli zbici i zmaltretowani tak, że na nogach się zachwiali, nie mogli ustać na tych ławkach i być może już się zacisnęły pętle na ich szyjach. Po chwili gazik ruszył, zawiśli na szubienicy, okręcając się kilka razy wokół swojej osi. Trwało to chyba z 20 minut; nie odchodził tam jakiś osobnik w białym fartuchu, kto wie, czy to nie był jakiś lekarz, który musiał stwierdzić zgon. Potem usunęli się ci funkcjonariusze, opustoszało boisko. Po chwili zajechała furmanka magistracka i dwóch furmanów. Jeden z nich stanął na ławkę i podtrzymywał skazanych, a drugi odciął stryczki. Ciała tych dwóch chłopców położono na dnie tej paki no i furmanka ruszyła ul. Granowskiej (obecnie ul. 2 Pułku Strzelców Podhalańskich) w stronę cmentarza przy ul. Matejki. Ja byłem przerażony ale szedłem za furmanką [...] furmanka zajechała na cmentarz od strony południowej, gdzie już był wykopany dół i tych dwóch żołnierzy Antoniego, bez trumien, wrzucono do grobu. Wracałem stamtąd ze ściśniętym gardłem. [...].

O wydarzeniu pisał też w swoim dzienniku Alfred Andrzej Burnatowski, wówczas uczeń klasy maturalnej w sanockim liceum:

W ostatnich bowiem dniach "Żubryd" znów dał znać o sobie i w Sanoku zastrzelił pułkownika Rojewskiego, szefa sztabu 8 DOW. Oczywiście Bolszewika, choć w Polskim Wojsku władzę piastuje. Zastrzelił też jednego "Krasnoarmiejca". Straty były jednak podobno obustronne. Pod wpływem tych wypadków "Nasz Rząd" (!?) przy pomocy specjalnego sądu objazdowego zasądził dwóch Akowców na karę śmierci przez powieszenie, dla odstraszenia i dzisiaj właśnie ten wyrok wykonano na stadionie o godzinie 8-mej. Zostali straceni Władysław Kudlik i Władysław Skwarc na stadionie sportowym w Sanoku. Oprócz tłumu dorosłych przyglądała się tej tragicznej ceremonii młodzież szkolna, która została obowiązkowo przyprowadzona. Zrozpaczonym rodzicom zakazano towarzyszenia skazanym na ich ostatniej drodze życia. Obu pochowano razem w jednej mogile. Na grobie nie wolno było postawić krzyża, ani złożyć kwiatów, bo zaraz je wyrzucano. Cała ludność musi niestety z bezsilnością i wściekłością zaciskać pięści i patrzeć jak ręka brata ciągnie naszych najlepszych synów na szubienicę. Czyny takie wykonują coraz to większą przepaść pomiędzy nami, a niestety "słowiańskim" barbarzyństwem ze wschodu.

W dniu egzekucji wobec rodzin Kudlika i Skwarca zastosowano areszt domowy. Doniesienie prasowe o procesie Władysława Kudlika i Władysława Skwarca (wymienionego pod przybranym nazwiskiem Ryniak) oraz Leopolda Hertiga (skazanego wyrokiem tego samego sądu doraźnego na karę 15 lat pozbawienia wolności) opatrzone portretami dwóch straconych żołnierzy ukazało się w artykule pt. Pod sądem doraźnym, opublikowanym na łamach tygodnika ilustrowanego „Żołnierz Polski” w czerwcu 1946.
4 czerwca 1946 roku na rynku w Sanoku w publicznej egzekucji powieszono kolejnego żołnierza z oddziału Żubryda chorążego Henryka Książka. Egzekucje Władysława Skwarca, Władysława Kudlika oraz Henryka Książka były jednymi z ostatnich publicznych egzekucji w Polsce. Wszyscy trzej straceni zostali pogrzebani bez ceremonii pogrzebowej, bez udziału księdza i wbrew woli rodziny na cmentarzu przy ul. Jana Matejki. Skwarc i Kudlik posiadają wspólny nagrobek, zaś Książek jest pochowany tuż obok. Komunistyczne władze zakazały uroczystości pogrzebowych, zabroniono też składania kwiatów na grobach oraz ustawienia na nim krzyża. Krzyż postawiono dopiero po 1956 roku, a stosowne tablice po 1989 roku.

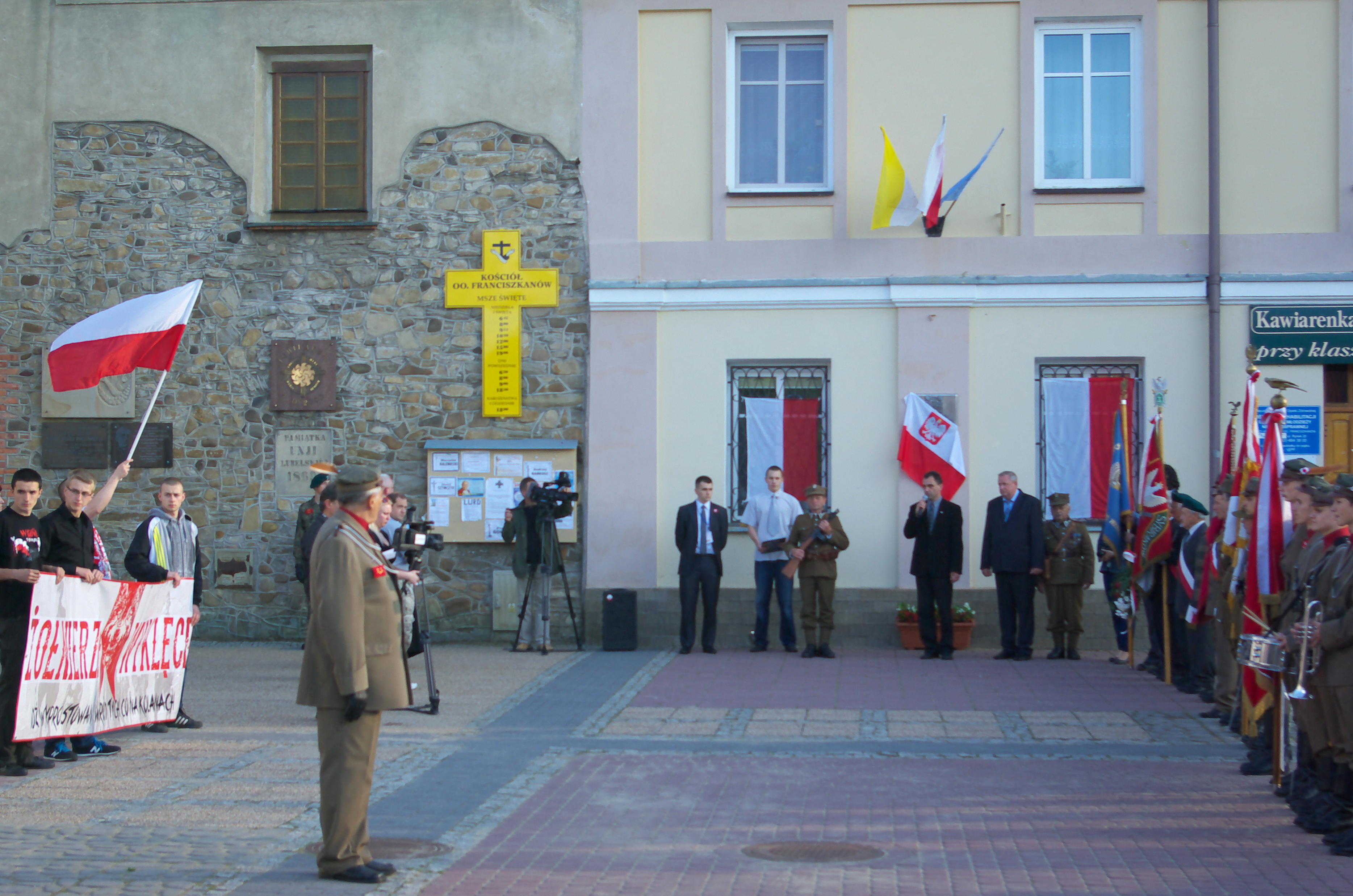
Uroczystość odsłonięcia tablicy upamiętniających straconych żołnierzy NSZ 4 czerwca 2014 w Sanoku

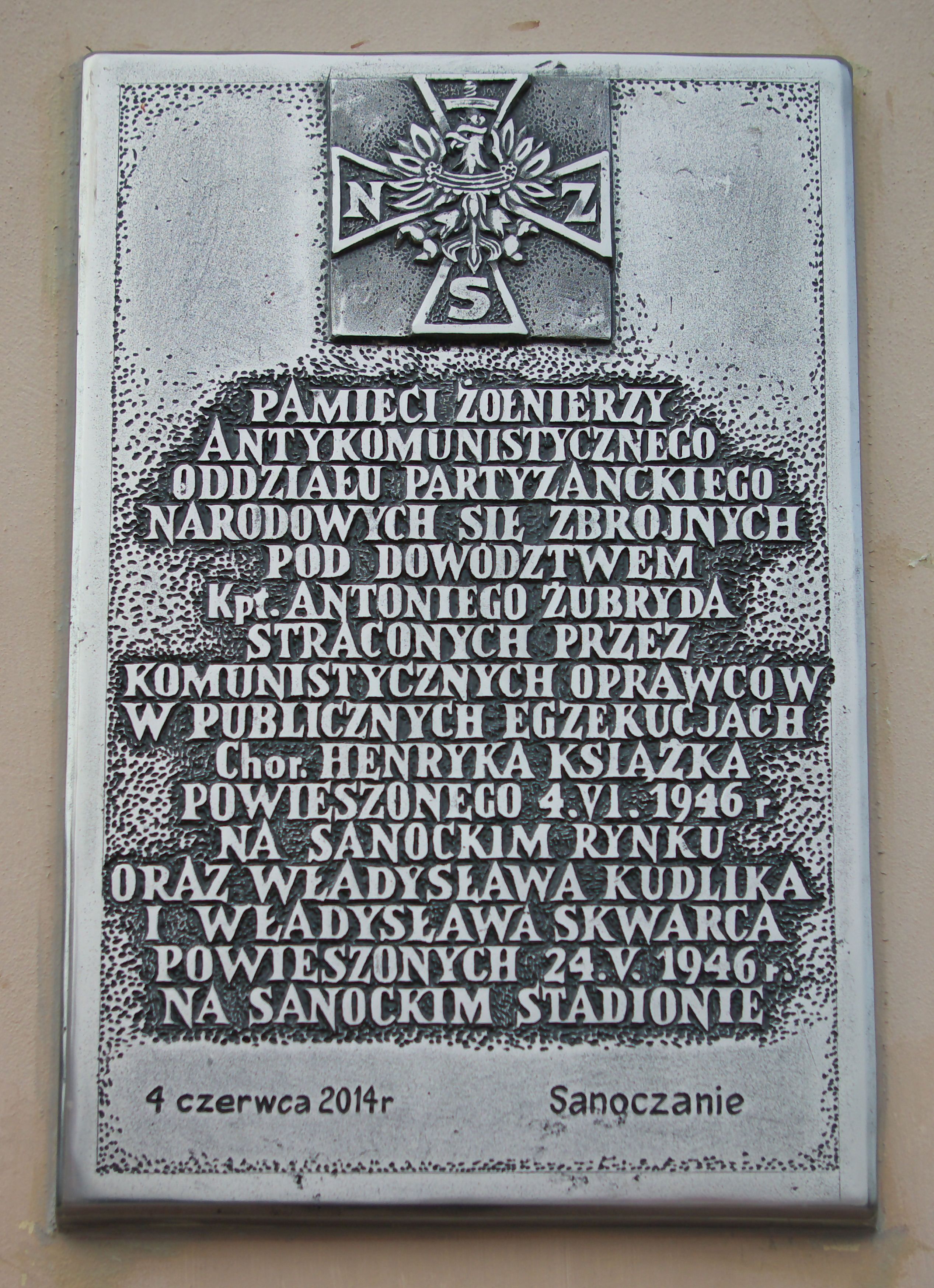
Tablicy upamiętniająca Władysława Kudlika, Władysława Skwarca i Henryka Książka w Sanoku (2014)

O straceniu trzech żołnierzy NSZ w Sanoku wypowiedział się po latach w swoich wspomnieniach nauczyciel sanockiego gimnazjum, Józef Stachowicz, który opisał, iż egzekucje wywołały wzburzenie wśród lokalnej ludności, podkreślając, że uczestniczyli w nich licznie przedstawiciele Armii Czerwonej, co miało stanowić rodzaj odwetu.

## Upamiętnienie
24 maja 1990 roku, w 44-tą rocznicę egzekucji, z inicjatywy Komitetu Obywatelskiego „Solidarność” w Zagórzu, odprawiona została msza święta żałobna w kościele pw. Przemienienia Pańskiego w Sanoku w intencji dusz Władysława Skwarca, Władysława Kudlika oraz Henryka Książka. Mszę św. celebrował i kazanie wygłosił ks. prałat Adam Sudoł. Po nabożeństwie jego uczestnicy przeszli ulicami miasta na cmentarz przy ul. Matejki, gdzie złożono, ufundowane przez Miasto i Gminę Zagórz wieńce i kwiaty. Okolicznościowe przemówienie nad grobami pomordowanych towarzyszy broni wygłosił historyk Jerzy Tarnawski. 
Była to pierwsza, publiczna uroczystość upamiętniająca ofiary egzekucji z 1946 roku. Kolejna odbyła się 25 maja 1996 roku. 
Publiczne wykonanie wyroków śmierci w Sanoku z 1946 oraz ich ofiary zostały omówione w filmie dokumentalnym pt. Publiczne egzekucje na Rzeszowszczyźnie w 1946 roku z 2011, który powstał we współpracy TVP Rzeszów i oddziału IPN w Rzeszowie (scenariusz i reżyseria: Józef Matusz).
4 czerwca 2014 w Sanoku została odsłonięta tablica upamiętniająca trzech żołnierzy NSZ straconych w egzekucjach w mieście 24 maja i 4 czerwca 1946. Treść inskrypcji brzmi: „Pamięci żołnierzy antykomunistycznego oddziału partyzanckiego Narodowych Sił Zbrojnych pod dowództwem kpt. Antoniego Żubryda, straconych przez komunistycznych oprawców w publicznych egzekucjach: chor. Henryka Książka powieszonego 4.VI.1946 r. na sanockim rynku oraz Władysława Kudlika i Władysława Skwarca powieszonych 24.V.1946 r. na sanockim stadionie. 4 czerwca 2014 r. Sanoczanie”. Została umieszczona na fasadzie kamienicy przy ulicy Rynek 20 przylegającej do kościoła Franciszkanów w Sanoku, którzy udostępnili miejsce na swojej własności. Tablicę wykonał rzeźbiarz Adam Przybysz, krewny żołnierza oddziału „Zuch” Adama Płazy, który zmarł w wyniku ran po potyczce na Posadzie 18 maja 1946.
W dniach 24-26 października 2014 Związek Strzelecki Rzeczypospolitej zorganizował „V Rajd Śladami Żołnierzy Wyklętych im. Antoniego Żubryda”. Rajd przeszedł trasą Malinówka – Brzozów – Zagórz. Kulminacyjnym momentem Rajdu była msza święta w kościele parafialnym w Starym Zagórzu, po której nastąpił przemarsz strzelców przez miasto do kina „Sokół”, gdzie nastąpiło odsłonięcie tablicy upamiętniającej pięciu żołnierzy NSZ oddziału Antoniego Żubryda związanych z miejscowościami obecnej Gminy Zagórz. Uhonorowani zostali: Władysław Kudlik, Rudolf Poliniewicz, Władysław Stefkowski, Michał Oleksiak oraz Władysław Skwarc. Projektantem tablicy był Jerzy Tarnawski, wykonawcą Łukasz Sitek; w inskrypcji zawarto cytat z wiersza pt. „O wielkim bojowniku” autorstwa Mariana Hemara.